# Saison 14 de Ninjago
Chronologie
Saison 13 Saison 15
Cet article présente le guide des épisodes de la quatorzième  saison de la série Ninjago, elle se nomme L'Appel de l'Océan, Seabound en anglais.

## Mini-Série: L'Île Inconnue

### Épisode 1:L'Île inconnue
- États-Unis : 7 mars 2021 sur Cartoon Network
- France : 27 février 2021 sur France 4 [1]

### Épisode 2:Les Gardiens de l'amulette
- États-Unis : 7 mars 2021 sur Cartoon Network
- France : 27 février 2021 sur France 4 [1]

### Épisode 3:Le Don de Jay
- États-Unis : 7 mars 2021 sur Cartoon Network
- France : 27 février 2021 sur France 4 [1]

### Épisode 4:La Dent de Wojira
- États-Unis : 7 mars 2021 sur Cartoon Network
- France : 27 février 2021 sur France 4 [1]

## Épisodes

### Épisode 1:Le Grand Plongeon
- États-Unis : 19 novembre 2021 sur Netflix
- France : 21 mai 2021 sur Okoo

### Épisode 2:L'Appel des Profondeurs
- États-Unis : 19 novembre 2021 sur Netflix
- France : 21 mai 2021 sur Okoo

### Épisode 3:Insubmersible
- États-Unis : 19 novembre 2021 sur Netflix
- France : 21 mai 2021 sur Okoo

### Épisode 4:Dans les Profondeurs de la Terre
- États-Unis : 19 novembre 2021 sur Netflix
- France : 21 mai 2021 sur Okoo

### Épisode 5:La Fureur de Kalmaar
- États-Unis : 4 avril 2021 sur Netflix
- France : 21 mai 2021 sur Okoo

### Épisode 6:Longue Vie au Roi!
- États-Unis : 19 novembre 2021 sur Netflix
- France : 21 mai 2021 sur Okoo

### Épisode 7:Mission Évasion
- États-Unis : 19 novembre 2021 sur Netflix
- France : 21 mai 2021 sur Okoo

### Épisode 8:L’Histoire de Benthomaar
- États-Unis : 19 novembre 2021 sur Netflix
- France : 21 mai 2021 sur Okoo

### Épisode 9:L'Amulette de Foudre
- États-Unis : 19 novembre 2021 sur Netflix
- France : 15 octobre 2021 sur Okoo

### Épisode 10:L'Énigme du Sphinx
- États-Unis : 19 novembre 2021 sur Netflix
- France : 15 octobre 2021 sur Okoo

### Épisode 11:La Livreuse de Journaux
- États-Unis : 19 novembre 2021 sur Netflix
- France : 15 octobre 2021 sur Okoo

### Épisode 12:Le Maître des Océans
- États-Unis : 19 novembre 2021 sur Netflix
- France : 15 octobre 2021 sur Okoo

### Épisode 13:Le Calme Avant la Tempête
- États-Unis : 19 novembre 2021 sur Netflix
- France : 15 octobre 2021 sur Okoo

### Épisode 14:L’attaque de Ninjago City
- États-Unis : 19 novembre 2021 sur Netflix
- France : 15 octobre 2021 sur Okoo

### Épisode 15:Nyad
- États-Unis : 19 novembre 2021 sur Netflix
- France : 15 octobre 2021 sur Okoo

### Épisode 16:Contre Vent et Marée
- États-Unis : 19 novembre 2021 sur Netflix
- France : 15 octobre 2021 sur Okoo